# Saint-Romans-des-Champs
Saint-Romans-des-Champs  ist eine französische Gemeinde mit 167 Einwohnern (Stand: 1. Januar 2022) im Département Deux-Sèvres in der Region Nouvelle-Aquitaine (vor 2016: Poitou-Charentes). Sie gehört zum Arrondissement Niort und zum Kanton La Plaine Niortaise.

## Geographie
Saint-Romans-des-Champs liegt etwa 15 Kilometer südöstlich vom Stadtzentrum Niorts. Umgeben wird Saint-Romans-des-Champs von den Nachbargemeinden Saint-Martin-de-Bernegoue im Norden, Brûlain im Osten, Les Fosses im Süden, Marigny im Südwesten sowie Juscorps im Westen.

## Bevölkerungsentwicklung
| Jahr                       | 1962 | 1968 | 1975 | 1982 | 1990 | 1999 | 2006 | 2019 |
| Einwohner                  | 229  | 215  | 186  | 161  | 163  | 169  | 175  | 167  |
| Quellen: Cassini und INSEE |      |      |      |      |      |      |      |      |

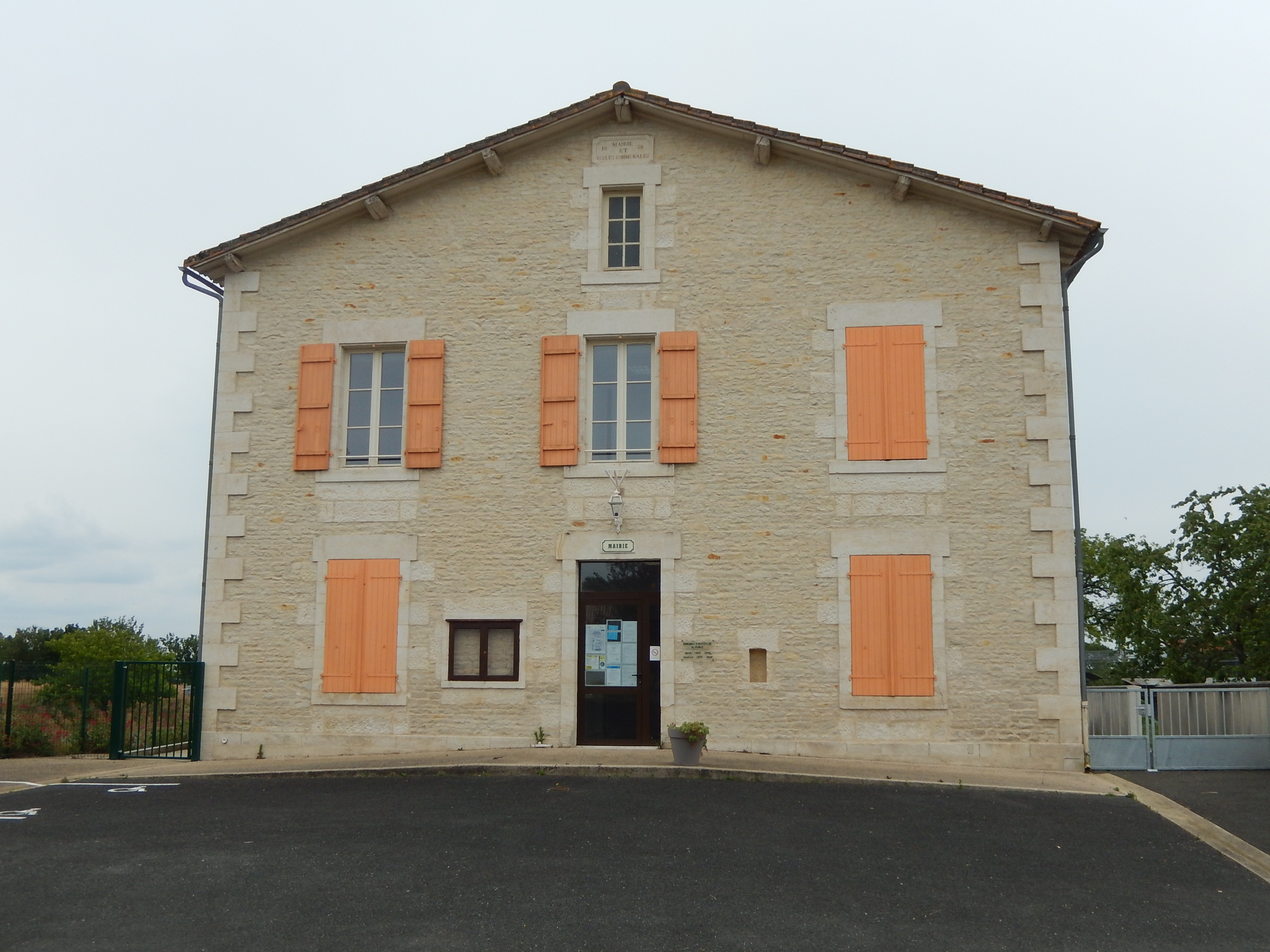
Rathaus
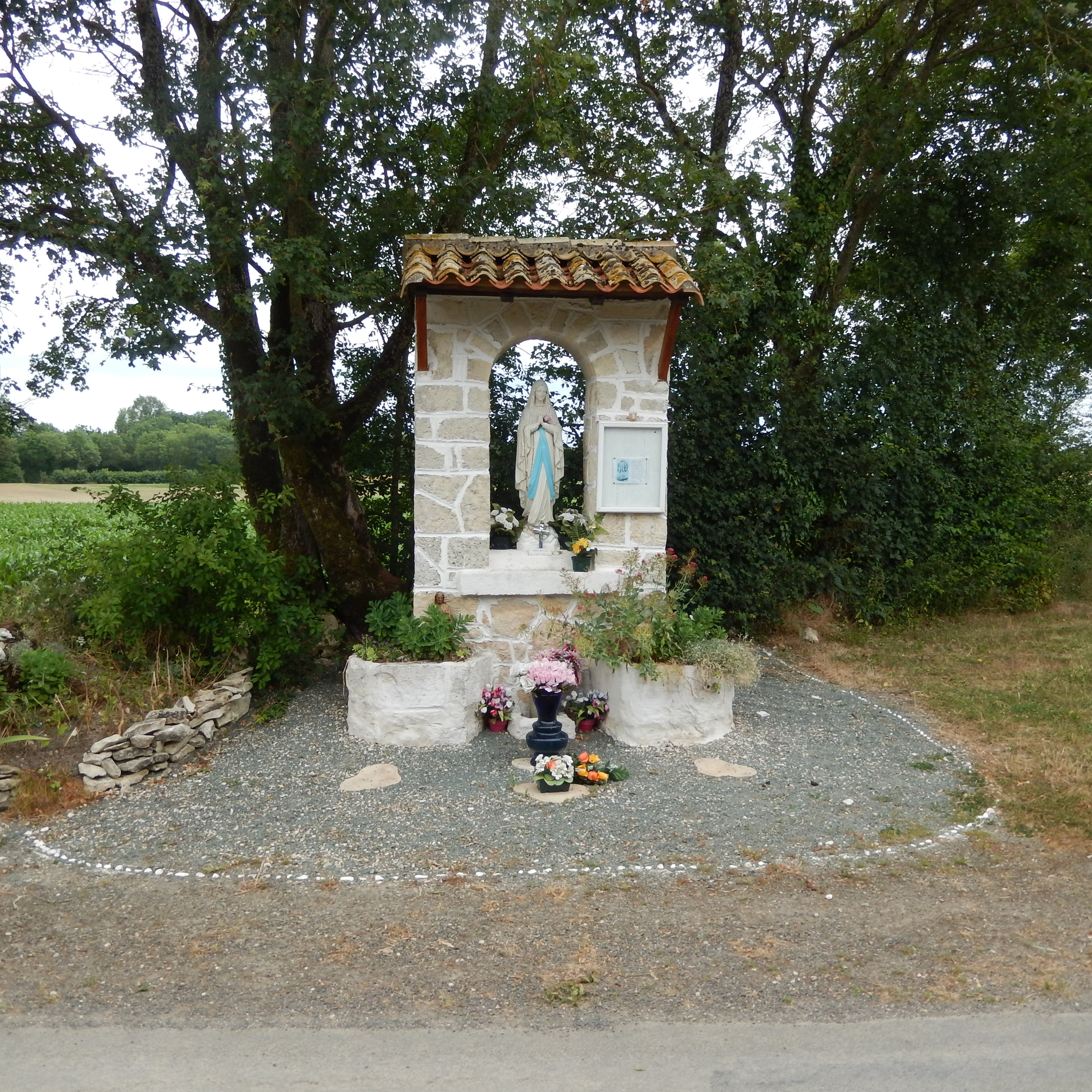
Oratorium (Bethaus)